# Lijst van voetbalinterlands Cyprus - Portugal
Deze lijst van voetbalinterlands is een overzicht van alle officiële voetbalwedstrijden tussen de nationale teams van Cyprus en Portugal. De landen hebben tot op heden elf keer tegen elkaar gespeeld. De eerste ontmoeting was een kwalificatiewedstrijd voor het Wereldkampioenschap voetbal 1974 in Lissabon op 29 maart 1972. Het laatste duel, een vriendschappelijke wedstrijd, vond plaats op zaterdag 3 juni 2017 in Estoril.

## Wedstrijden
| №  | Plaats    | Datum            | Competitie           | Wedstrijd         | Uitslag |
| -- | --------- | ---------------- | -------------------- | ----------------- | ------- |
| 1  | Lissabon  | 29 maart 1972    | WK 1974 kwalificatie | Portugal − Cyprus | 4 − 0   |
| 2  | Nicosia   | 10 mei 1972      | WK 1974 kwalificatie | Cyprus − Portugal | 0 − 1   |
| 3  | Limasol   | 8 juni 1975      | EK 1976 kwalificatie | Cyprus − Portugal | 0 − 2   |
| 4  | Setúbal   | 3 december 1975  | EK 1976 kwalificatie | Portugal − Cyprus | 1 − 0   |
| 5  | Limasol   | 5 december 1976  | WK 1978 kwalificatie | Cyprus − Portugal | 1 − 2   |
| 6  | Faro      | 16 november 1977 | WK 1978 kwalificatie | Portugal − Cyprus | 4 − 0   |
| 7  | Lissabon  | 6 juni 2001      | WK 2002 kwalificatie | Portugal − Cyprus | 6 − 0   |
| 8  | Larnaca   | 5 september 2001 | WK 2001 kwalificatie | Cyprus − Portugal | 1 − 3   |
| 9  | Guimarães | 3 september 2010 | EK 2012 kwalificatie | Portugal − Cyprus | 4 − 4   |
| 10 | Nicosia   | 2 september 2011 | EK 2012 kwalificatie | Cyprus − Portugal | 0 − 4   |
| 11 | Estoril   | 3 juni 2017      | Vriendschappelijk    | Portugal − Cyprus | 4 − 0   |

## Samenvatting
| Competitie        | Totaal gespeeld | Winst Cyprus | Gelijk | Winst Portugal | Doelsaldo Cyprus – Portugal |
| ----------------- | --------------- | ------------ | ------ | -------------- | --------------------------- |
| WK-kwalificatie   | 6               | 0            | 0      | 6              | 2 − 20                      |
| EK-kwalificatie   | 4               | 0            | 1      | 3              | 4 − 11                      |
| Vriendschappelijk | 1               | 0            | 0      | 1              | 0 − 4                       |
| Totaal            | 11              | 0            | 1      | 10             | 6 − 35                      |

Wedstrijden bepaald door strafschoppen worden, in lijn met de FIFA, als een gelijkspel gerekend.

## Details

### Zevende ontmoeting
| WK 2002 kwalificatie (Lissabon, Portugal, 6 juni 2001):                                                             |       |        |
| Portugal | 6 – 0 | Cyprus |
| Pedro Pauleta 36' Pedro Barbosa 55' Pedro Barbosa 59' Pedro Pauleta 71' João Vieira Pinto 76' João Vieira Pinto 81' | goals |        |

### Achtste ontmoeting
| WK 2002 kwalificatie (Larnaca, Cyprus, 5 september 2001): |       |                                                       |
| Cyprus                                                    | 1 – 3 | Portugal                                              |
| Mihalis Konstantinou 24'                                  | goals | 47' Nuno Gomes 65' Pedro Pauleta 71' Sérgio Conceição |

### Negende ontmoeting
| EK 2012 kwalificatie (Guimarães, Portugal, 3 september 2010):    |       |                                                                                       |
| Portugal                                                         | 4 – 4 | Cyprus                                                                                |
| Hugo Almeida 8' Raúl Meireles 29' Danny 51' Manuel Fernandes 60' | goals | 3' Eustathios Aloneftis 11' Mihalis Konstantinou 57' Giannis Okkas 89' Andreas Avraam |
| - Debuut van Yannick Djaló (Sporting) voor Portugal.             |       |                                                                                       |

### Tiende ontmoeting
| EK 2012 kwalificatie (Nicosia, Cyprus, 2 september 2011): |       |                                                                                 |
| Cyprus                                                    | 0 – 4 | Portugal                                                                        |
|                                                           | goals | 35' (pen.) Cristiano Ronaldo 82' Cristiano Ronaldo 84' Hugo Almeida 90+2' Danny |

### Elfde ontmoeting
| Vriendschappelijk (Estoril, Portugal, 3 juni 2017):          |       |        |
| Portugal                                                     | 4 – 0 | Cyprus |
| João Moutinho 3' João Moutinho 42' Pizzi 63' André Silva 70' | goals |        |
| - Debuut van Nicholas Ioannou (APOEL) voor Cyprus.           |       |        |

KOP · A-internationals · Bondscoaches · Statistieken · Cypriotisch vrouwenelftal · Cyprus U21 · Cyprus U20 · Cyprus U19 · Cyprus U18 · Cyprus U17 · Cyprus U16
1960 – 1969 · 
1970 – 1979 · 
1980 – 1989 · 
1990 – 1999 · 
2000 – 2009 · 
2010 – 2019 ·
2020 − 2029
1960 · 
1961 · 
1962 · 
1963 · 
1964 · 
1965 · 
1966 · 
1967 · 
1968 · 
1969 · 
1970 · 
1971 · 
1972 · 
1973 · 
1974 · 
1975 · 
1976 · 
1977 · 
1978 · 
1979 · 
1980 · 
1981 · 
1982 · 
1983 · 
1984 · 
1985 · 
1986 · 
1987 · 
1988 · 
1989 · 
1990 · 
1991 · 
1992 · 
1993 · 
1994 · 
1995 · 
1996 · 
1997 · 
1998 · 
1999 · 
2000 · 
2001 · 
2002 · 
2003 · 
2004 · 
2005 · 
2006 · 
2007 · 
2008 · 
2009 · 
2010 · 
2011 · 
2012 · 
2013 ·
2014 ·
2015 ·
2016 ·
2017 ·
2018 ·
2019 ·
2020 ·
2021 ·
2022
Albanië ·
Andorra ·
Armenië ·
Azerbeidzjan ·
België ·
Bosnië en Herzegovina ·
Bulgarije ·
Canada ·
Denemarken ·
Duitsland ·
Engeland ·
Estland ·
Faeröer ·
Finland ·
Frankrijk ·
Georgië ·
Gibraltar · 
Griekenland ·
Hongarije ·
Ierland ·
IJsland ·
Irak ·
Iran ·
Israël ·
Italië ·
Japan ·
Joegoslavië ·
Jordanië ·
Kazachstan ·
Koeweit ·
Kosovo ·
Kroatië ·
Letland ·
Libanon ·
Litouwen ·
Luxemburg ·
Malta ·
Moldavië ·
Montenegro ·
Nederland ·
Noord-Ierland ·
Noord-Macedonië ·
Noorwegen ·
Oekraïne ·
Oostenrijk ·
Polen ·
Portugal ·
Roemenië ·
Rusland ·
San Marino ·
Saoedi-Arabië ·
Schotland ·
Servië ·
Slovenië ·
Slowakije ·
Sovjet-Unie ·
Spanje ·
Syrië ·
Tsjechië ·
Tsjecho-Slowakije ·
Wales ·
Wit-Rusland ·
Zweden ·
Zwitserland
FPF · A-internationals · Selecties · Statistieken · Bondscoaches · Portugees vrouwenelftal · Olympisch elftal · Portugal U21 · Portugal U20 · Portugal U19 · Portugal U18 · Portugal U17 · Vrouwen U17
1921 – 1929 · 
1930 – 1939 · 
1940 – 1949 · 
1950 – 1959 · 
1960 – 1969 · 
1970 – 1979 · 
1980 – 1989 · 
1990 – 1999 · 
2000 – 2009 · 
2010 – 2019 · 
2020 – 2029
EK's: 1984 · 
1996 · 
2000 · 
2004 · 
2008 · 
2012 · 
2016 · 
2020 · 
2024
WK's: 1966 · 
1986 · 
2002 · 
2006 · 
2010 · 
2014 · 
2018 · 
2022
OS: 1928 · 
1996 · 
2004 · 
2016
1921 · 
1922 · 
1923 · 
1924 · 
1925 · 
1926 · 
1927 · 
1928 · 
1929 · 
1930 · 
1931 · 
1932 · 
1933 · 
1934 · 
1935 · 
1936 · 
1937 · 
1938 · 
1939 · 
1940 · 
1942 · 
1943 · 1944 · 
1945 · 
1946 · 
1947 · 
1948 · 
1949 ·
1950 · 
1951 · 
1952 · 
1953 · 
1954 · 
1955 · 
1956 · 
1957 · 
1958 · 
1959 ·
1960 · 
1961 · 
1962 ·
1963 ·
1964 · 
1965 · 
1966 · 
1967 · 
1968 · 
1969 ·
1970 · 
1971 · 
1972 · 
1973 · 
1974 · 
1975 · 
1976 · 
1977 · 
1978 · 
1979 ·
1980 · 
1981 · 
1982 · 
1983 · 
1984 · 
1985 · 
1986 · 
1987 · 
1988 · 
1989 · 
1990 · 
1991 ·
1992 · 
1993 · 
1994 · 
1995 · 
1996 · 
1997 · 
1998 · 
1999 · 
2000 · 
2001 · 
2002 · 
2003 · 
2004 · 
2005 · 
2006 · 
2007 · 
2008 · 
2009 · 
2010 · 
2011 · 
2012 · 
2013 ·
2014 ·
2015 ·
2016 ·
2017 ·
2018 ·
2019 ·
2020 ·
2021 ·
2022
Albanië ·
Algerije ·
Andorra ·
Angola ·
Argentinië ·
Armenië ·
Azerbeidzjan ·
België ·
Bolivia ·
Bosnië-Herzegovina ·
Brazilië ·
Bulgarije ·
Canada ·
Chili ·
China ·
Cyprus ·
DDR ·
Denemarken ·
Duitsland ·
Ecuador ·
Egypte ·
Engeland ·
Estland ·
Faeröer ·
Finland ·
Frankrijk ·
Gabon ·
Georgië ·
Ghana ·
Gibraltar ·
Griekenland ·
Hongarije ·
Ierland ·
IJsland ·
Iran ·
Israël ·
Italië ·
Ivoorkust ·
Joegoslavië ·
Kaapverdië ·
Kameroen ·
Kazachstan ·
Koeweit ·
Kroatië ·
Letland ·
Liechtenstein ·
Litouwen ·
Luxemburg ·
Malta ·
Marokko ·
Mexico ·
Moldavië ·
Mozambique ·
Nederland ·
Nieuw-Zeeland ·
Nigeria ·
Noord-Ierland ·
Noord-Korea ·
Noord-Macedonië ·
Noorwegen ·
Oekraïne ·
Oostenrijk ·
Panama ·
Paraguay ·
Polen ·
Qatar ·
Roemenië ·
Rusland ·
Saoedi-Arabië ·
Schotland ·
Servië ·
Slovenië ·
Slowakije ·
Sovjet-Unie ·
Spanje ·
Tsjechië ·
Tsjecho-Slowakije ·
Tunesië ·
Turkije ·
Uruguay ·
Verenigde Staten ·
Wales ·
Zuid-Afrika ·
Zuid-Korea ·
Zweden ·
Zwitserland
Angola (2006) ·
België (2021) ·
Brazilië (2010) · 
Denemarken (2012) ·
Duitsland (2006) ·
Duitsland (2008) ·
Duitsland (2012) ·
Duitsland (2014) ·
Duitsland (2021) ·
Engeland (2000) ·
Engeland (2006) ·
Frankrijk (2006) ·
Frankrijk (2016) ·
Frankrijk (2021)  ·
Ghana (2014) ·
Griekenland (2004, 2) · 
Hongarije (2021) · 
IJsland (2016) · 
Iran (2006) ·
Iran (2018) ·
Marokko (2018) ·
Marokko (2022) ·
Mexico (2006) ·
Nederland (2006) ·
Nederland (2012) ·
Oostenrijk (2016) · 
Spanje (2012) · 
Spanje (2018) ·
Tsjechië (2008) ·
Tsjechië (2012) · 
Turkije (2008) ·
Verenigde Staten (2014) ·
Uruguay (2018) ·
Zuid-Korea (2022) · 
Zwitserland (2008) · 
Zwitserland (2022)